# Infiniti QX
Infiniti QX — полноразмерный внедорожник (до 2003 — среднеразмерный) класса люкс компании Infiniti. До 2010 г. являлся аналогом Nissan Armada; новое поколение имеет общую платформу с Nissan Patrol Z62. Выпускается в США с 2004 года. С 2007 года официально продается в России (только полноприводная модификация).

## Первое поколение
На рынок SUV Infiniti вышла в сентябре 1996 года с моделью QX4, созданной на базе Nissan Pathfinder (тогда ещё Nissan Terrano) второго поколения.
В Японии этот же автомобиль был известен как Nissan Terrano Regulus. Модель составляла конкуренцию на внутреннем рынке автомобилям Lexus LX и Isuzu Trooper, известному в Японии также как Acura SLX.
Модель комплектовалась двигателем серии VG объёмом 3,3 л. В 2000 году появился двигатель новой серии VQ объёмом 3,5 л, а ремень ГРМ был заменён на цепь.
Также в 2000 году автомобиль претерпел небольшие изменения в экстерьере, а на панели приборов появились часы.
Последний QX4 сошёл с конвейера в ноябре 2002 года. Модель была распродана до 2003 года, а после была заменена кроссовером FX в 2003 году и большим QX56 в 2004.

## Второе поколение

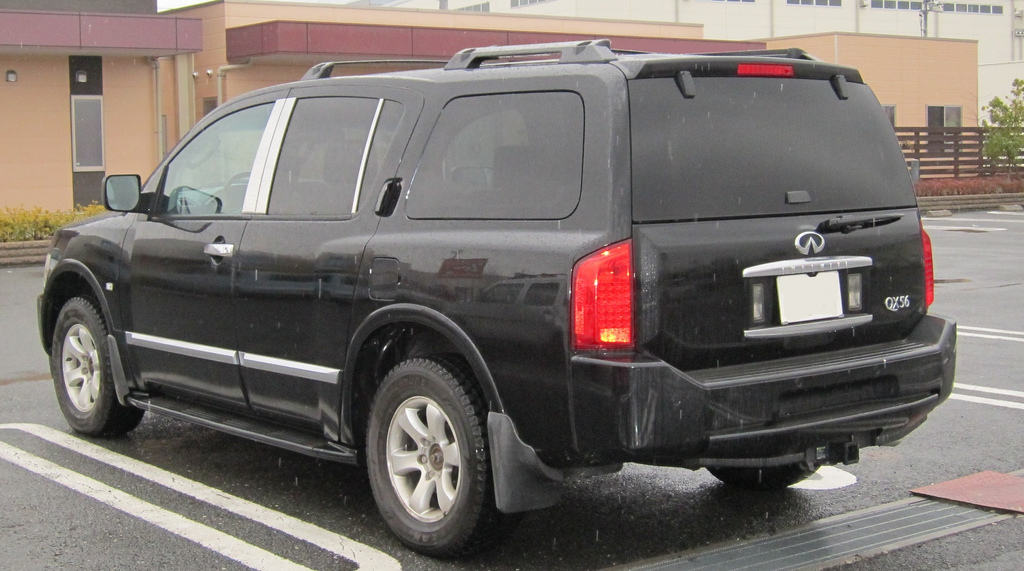
Вид сзади
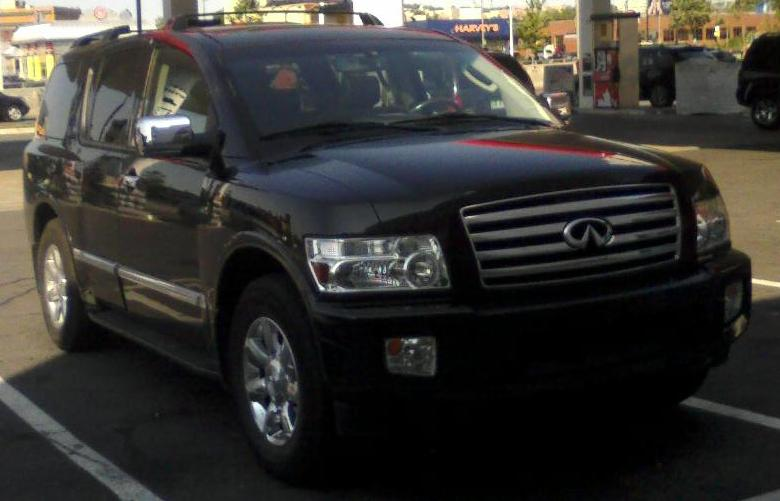
2004 Infiniti QX56

## Третье поколение
В марте 2010 года было официально представлено третье поколение Infiniti QX56. Автомобиль построен на платформе Nissan Patrol Y62 2011 модельного года. Он стал на 35,5 мм длиннее, на 28 мм шире и на 96,5 мм ниже предшественника. Коэффициент лобового сопротивления нового кузова составляет 0.37, автомобиль может быть 7- или 8-местным в зависимости от конфигурации сидений второго ряда (единый диван или два раздельных кресла).
Единственный доступный для QX56 2011 модельного года двигатель — 5,6-литровый V8 мощностью 405 л. с., который работает в паре только с 7-ступенчатой АКПП. Разгон от 0 до 100 км/ч составляет 6,5 секунд. Подвеска всех колёс независимая, тормозные механизмы — дисковые (диаметр 350 мм). Как и новый Nissan Patrol Y62, Infiniti QX56 2011 модельного года лишился классического заднего моста.
В 2013 году получил новое наименование Infiniti QX80. В 2014 году QX80 прошёл рестайлинг. В 2017 году был проведён второй рестайлинг.

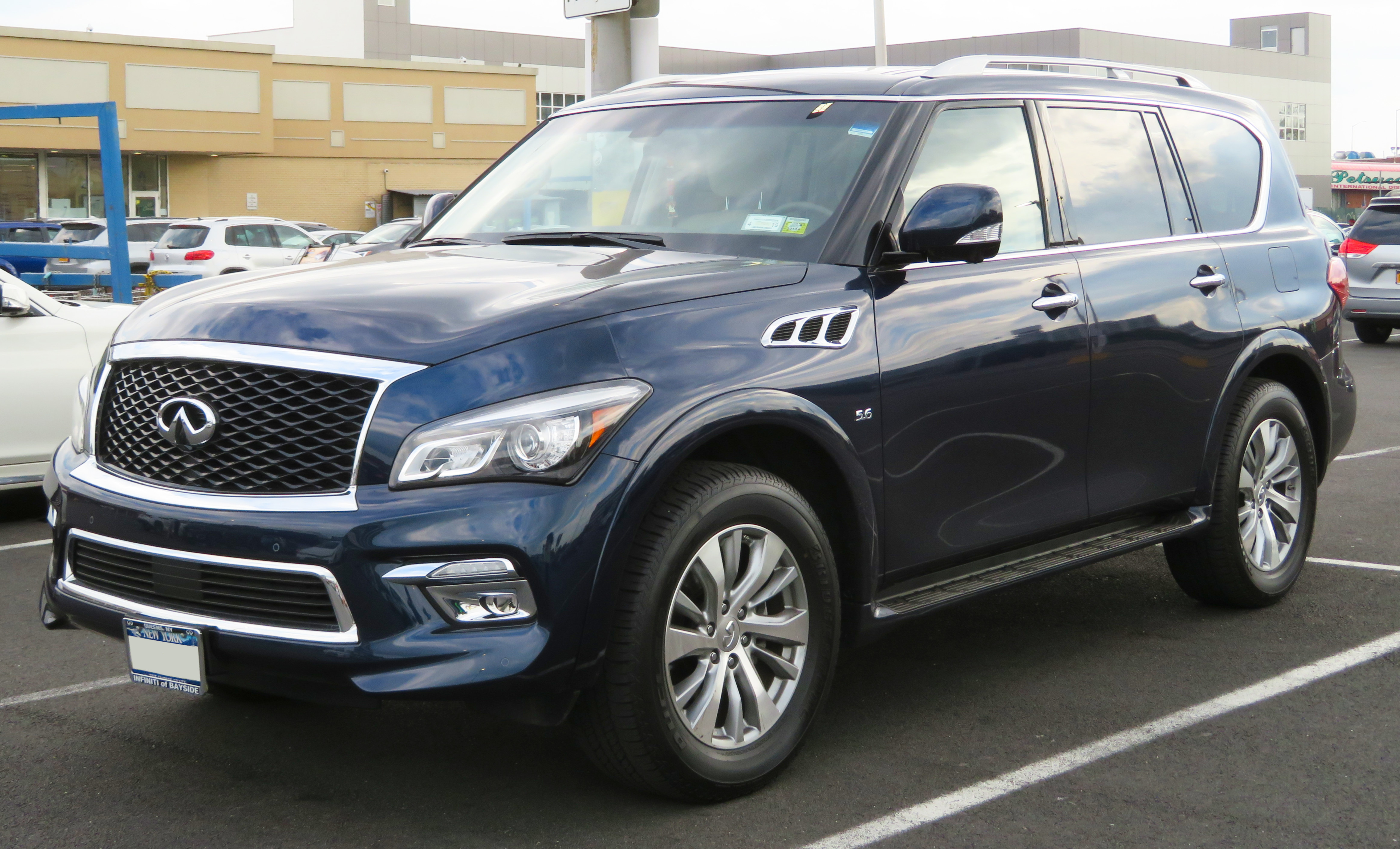
2014 Infiniti QX80
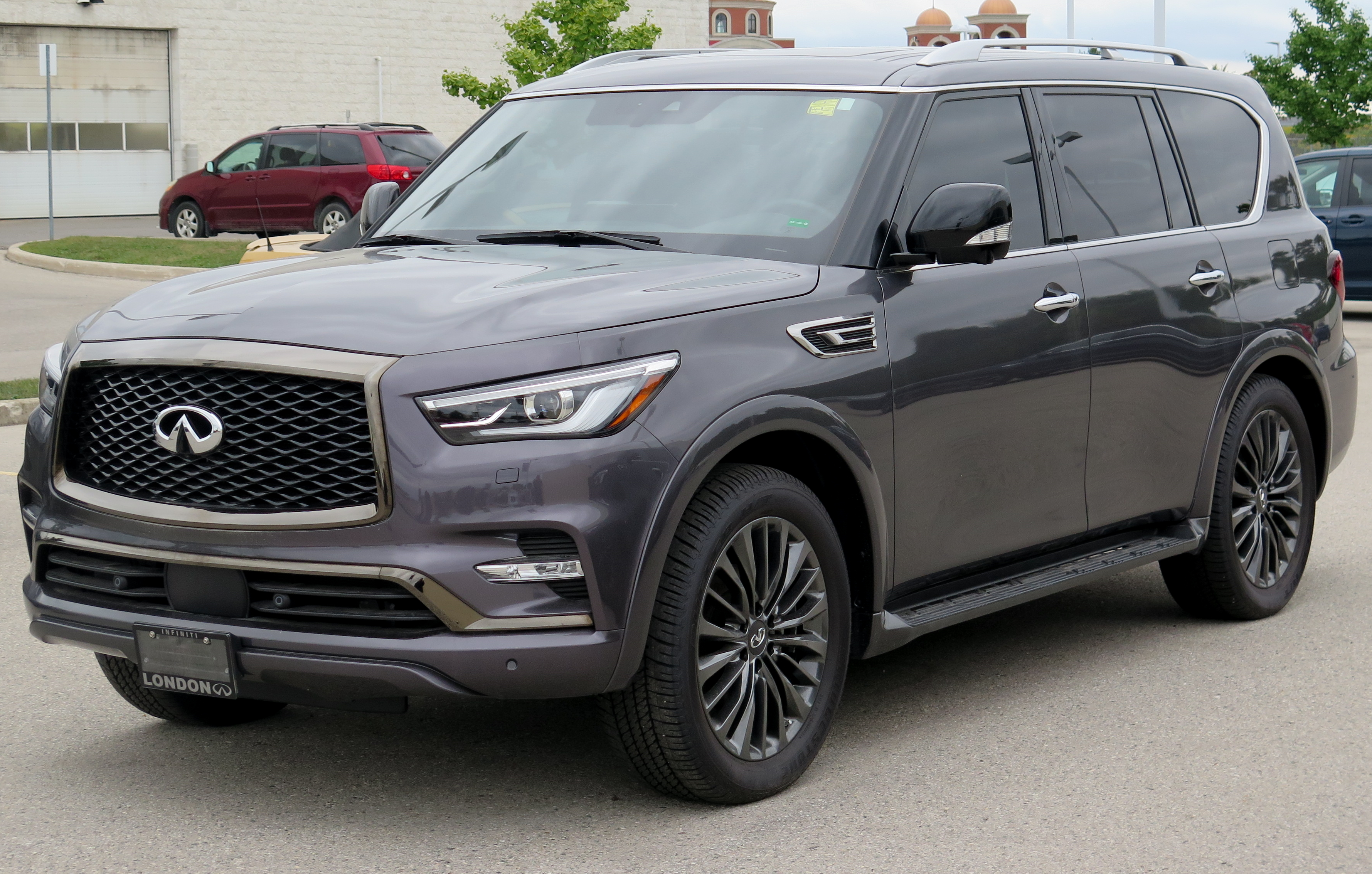
2018 Infiniti QX80

## Четвертое поколение
Четвертое поколение было анонсировано как QX Monograph Concept 17 августа 2023 года.  Серийная модель была представлена 27 февраля 2024 года, а ее презентация состоялась 20 марта 2024 года как модель 2025 года с четырьмя уровнями отделки салона, доступными на момент запуска: Pure, Luxe, Sensory и Autograph.

### Обзор
Внешний вид серийной версии во многом вдохновлен концептом QX Monograph. Третье поколение QX80 впервые использует язык дизайна бренда «Artistry in Motion». Имеется фирменная решетка с двойной аркой, вдохновленная органическими формами бамбукового леса , многоэлементные светодиодные дневные ходовые огни с мотивом бамбукового леса, подсвеченный логотип INFINITI с 3D-эффектом, заподлицо дверные ручки, затемненные дверные стойки и полноразмерная светодиодная задняя фара, которая включает более 300 светодиодов.
В салоне есть два 14,3-дюймовых (36 см) дисплея для панели приборов водителя и основная информационно-развлекательная система Infiniti InTouch® со встроенным Google. Под информационно-развлекательной системой находится дополнительный 9-дюймовый (23 см) сенсорный дисплей (который использует тактильную обратную связь) для управления климатом, функциями охлаждения и обогрева передних сидений и выбора режима движения. Автоматическая коробка передач управляется кнопками вместо традиционного рычага переключения передач. Другие особенности интерьера включают 64-цветную персонализированную подсветку со световодами на приборной панели и дверных панелях, биометрическое охлаждение для сидений второго ряда, цветной проекционный дисплей, подогрев сидений третьего ряда, функцию Journey Diary, которая может сохранять фото и видео с передней и внутренней камер автомобиля, а также аудиосистему Klipsch. [
QX80 дебютирует с рядом первых функций в своем сегменте и для бренда. Он дебютирует с первой в мире функцией под названием Front Wide View, которая обеспечивает широкий обзор камеры на 170 градусов сбоку автомобиля на обоих 14,3-дюймовых (36 см) экранах, позволяя объезжать припаркованные автомобили или углы в узких местах.

Все модели QX80 оснащены 3,5-литровым бензиновым двигателем V6 с двойным турбонаддувом мощностью 450 л. с. (336 кВт) и крутящим моментом 516 фунт-фут (700 Н·м), работающим в паре с 9-ступенчатой автоматической коробкой передач с возможностью выбора между задним приводом и системой полного привода Infiniti All-mode 4WD. 

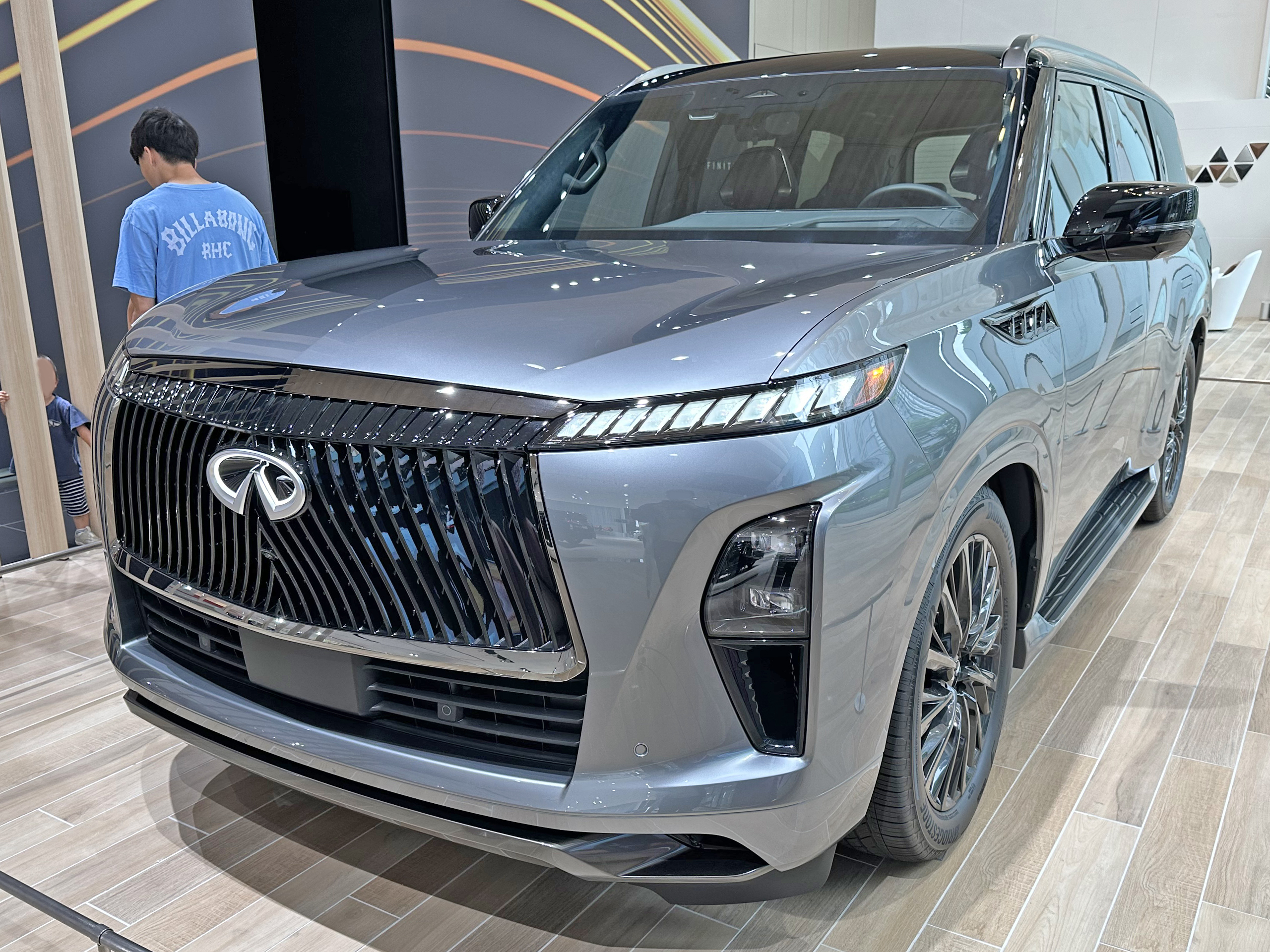
Вид спереди
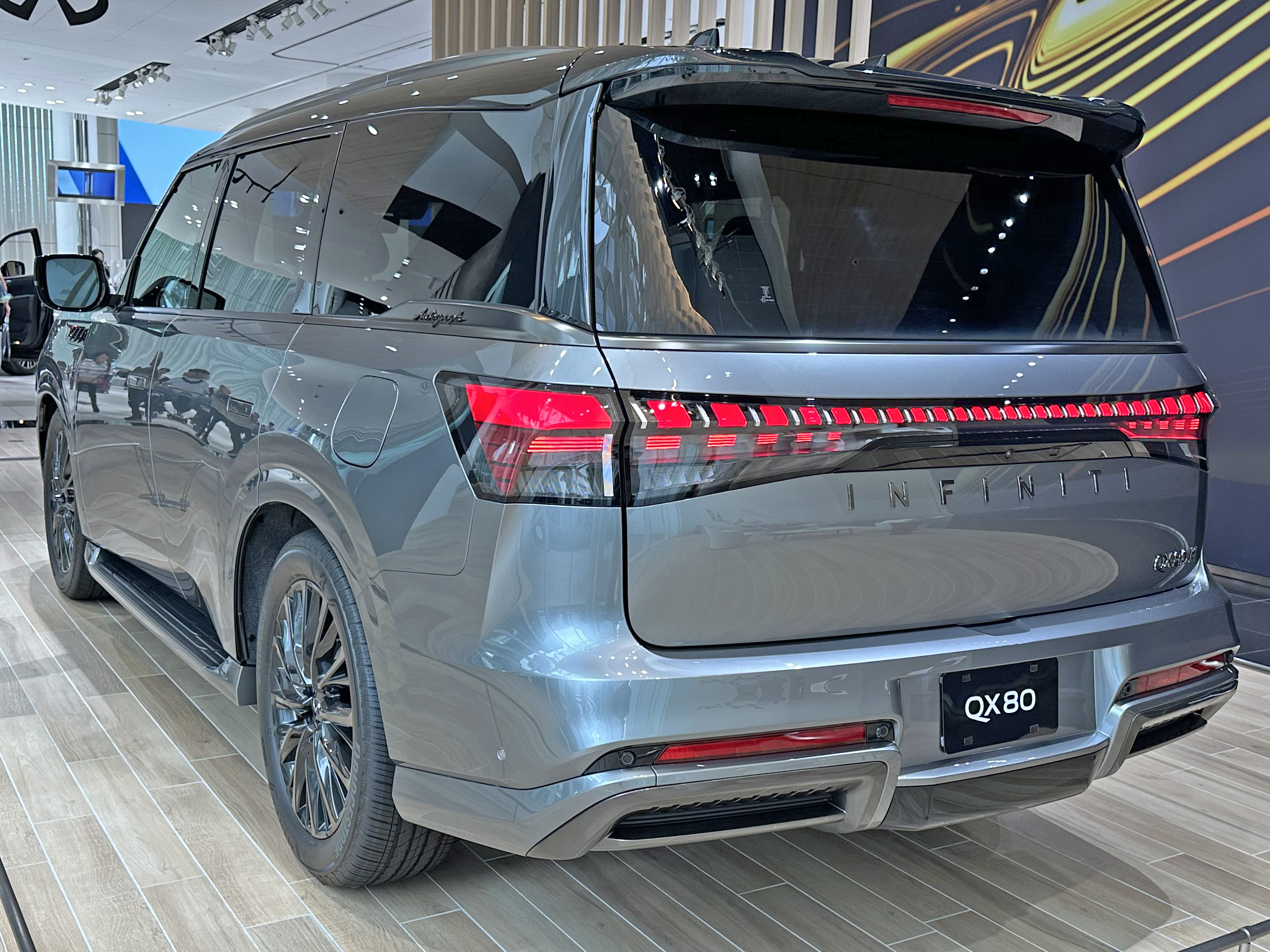
Вид сзади

## Продажи в России
| Год  | Infiniti QX56, шт. | Infiniti QX80, шт. |
| ---- | ------------------ | ------------------ |
| 2010 | 540                | —                  |
| 2011 | 1246               | —                  |
| 2012 | 1617               | —                  |
| 2013 | 1202               | —                  |
| 2014 | —                  | 1147               |
| 2015 | —                  | 771                |
| 2016 | —                  | 695                |
| 2017 | —                  | 485                |
| 2018 | —                  | 1046               |
| 2019 | —                  | 1111               |
| 2020 | —                  | 643                |